# ایگل (نبراسکا)
ایگل(به انگلیسی: Eagle) شهری در ایالت نبراسکا کشور ایالات متحده آمریکا است که جمعیت آن در سرشماری سال ۲۰۱۰ میلادی، ۱٬۰۲۴ نفر بوده‌است.